# Progressive Field
O Progressive Field, anteriormente conhecido como Jacobs Field (apelidado de The Jake), é um estádio localizado em Cleveland, Ohio. É a casa do time de baseball da MLB Cleveland Guardians.
Localizado ao lado da Quicken Loans Arena (ginásio do Cleveland Cavaliers, da NBA) e visando substituir o antigo Cleveland Stadium (que os Guardians dividiam com o Cleveland Browns), foi inaugurado em 4 de abril de 1994, num jogo contra o Seattle Mariners, com a presença do Presidente Bill Clinton.
Recebeu o seu nome original, Jacobs Field, do fundador e dono do time até 2000, Richard Jacobs. Em 2008, o estádio mudou de nome para Progressive Field, num contrato de naming rights com a seguradora Progressive Corporation.
Recebeu por duas vezes o World Series: em 1995 e 1997, sendo que o Guardians perderam ambas. Também recebeu o All-star game da MLB de 1997.